# Cercueil (Guyane)
Pour les articles homonymes, voir Cercueil (homonymie).
Cercueil est un ilet de Guyane, un des îlets de Rémire, appartenant administrativement à Cayenne.
Il s'agit d'un écueil s'élevant à 11 m d'altitude.